# FC Ljubljana
FC Ljubljana was een Sloveense voetbalclub uit de hoofdstad Ljubljana. De club werd in 2005 opgericht als opvolger van NK Ljubljana dat terugging tot 1909.

## Geschiedenis

### Joegoslavië
De club werd in 1909 opgericht als NK Hermes en is een van de oudste clubs van het land. Hermes speelde de eerste wedstrijd in het land tegen Ilirija en won met 18-0. In 1914 fusioneerde de club met Ilirija. Na de Tweede Wereldoorlog werd de naam veranderd in NK Železničar Ljubljana. In 1949 werd de club Sloveens kampioen, toen was de Sloveense klasse de derde klasse in het voetbalsysteem van Joegoslavië. In 1952/53 speelde de club in de Sloveens-Kroatische klasse, dat toen de tweede klasse was in Joegoslavië. Železničar werd negende en degradeerde omdat de klasse werd opgeheven. De naam van de club werd veranderd in ŽNK Ljubljana en er werd in de derde klasse gespeeld. Na een tweede plaats in 1954 nam de club deel aan de eindronde, maar slaagde er niet in te promoveren. Na reorganisatie van het voetbal in Joegoslavië speelde de club in de tweede klasse van 1955 tot 1958. Na een nieuwe wijziging belandde de club opnieuw in de derde klasse met enkel Sloveense clubs.
In 1963, 1967 en 1968 werd de club kampioen en in dat laatste seizoen promoveerde de club weer naar de tweede klasse, waar het tot 1972 verbleef. Na drie goede seizoenen, waarvan een zesde plaats de beste was, degradeerde de club onverwacht in het vierde seizoen. Na Olimpija Ljubljana was deze club tot dan de beste van de stad, maar die plaats werd nu ingenomen NK Svoboda, die financieel sterker was. In 1989 slaagde de club er nog een laatste keer in om Sloveens kampioen te worden.

### Slovenië
In 1991 werd Slovenië onafhankelijk en de club werd opgenomen in de nieuwe hoogste klasse. De naam werd veranderd in Eurospekter Ljubljana en de club werd knap vijfde. Het volgende seizoen werd de naam veranderd in AM Cosmos Ljubljana en Cosmos streed mee voor de titel, maar door slechtere resultaten aan het einde van het seizoen moest de club genoegen nemen met een vierde plaats. Na een seizoen in de middenmoot nam de club opnieuw de naam Železničar Ljubljana aan. De club had hoge ambities en startte weer goed, maar door een slecht einde werd de tiende plaats bereikt. De hoogste klasse werd herleid van zestien naar tien clubs en de club moest een play-off spelen tegen NK Izola, na twee gelijke wedstrijden degradeerde de club omdat Izola meer uitgoals had gemaakt. Het volgende seizoen werd de club makkelijk kampioen, maar kreeg geen licentie voor de hoogste klasse. In 1997/98 trok de club zich na vijftien wedstrijden terug uit de tweede klasse. Het volgende seizoen startte de club in de derde klasse onder de naam Viator&Vektor Ljubljana. De club werd meteen kampioen en promoveerde naar de tweede klasse. Na twee seizoenen werd de club vicekampioen achter NK Dravograd en promoveerde zo opnieuw naar de hoogste klasse. Na drie seizoenen werd de club opnieuw uitgesloten uit de competitie en staakte samen met twee Sloveense giganten, Olimpija Ljubljana en NK Mura, de activiteiten.

### Heroprichting
De club werd heropgericht als FC Ljubljana en begon opnieuw in de vijfde klasse. In het eerste seizoen werd de club vicekampioen, achter het nieuwe Olimpija en ook het volgende seizoen werd de tweede plaats bereikt, maar nu kon de club wel promoveren doordat Svoboda ophield te bestaan. In 2007/08 werd de club vierde. In 2010 promoveerde de club naar de 3.SNL. In april 2011 werd de club wegens financiële problemen uit de competitie genomen en hield op te bestaan.

## Erelijst
- Sloveens kampioen

1949, 1963, 1967, 1968, 1989

## Recente seizoenen
| Seizoen | Comp.      | Pos. | Wed. | W  | G  | V  | DV | DT | P  | Beker | Opmerkingen    |
| ------- | ---------- | ---- | ---- | -- | -- | -- | -- | -- | -- | ----- | -------------- |
| 1991/92 | 1.SNL      | 5    | 40   | 7  | 12 | 11 | 59 | 41 | 46 |       |                |
| 1992/93 | 1.SNL      | 4    | 34   | 16 | 8  | 10 | 44 | 34 | 40 | 1/2   |                |
| 1993/94 | 1.SNL      | 11   | 30   | 8  | 9  | 13 | 29 | 44 | 25 | 1/16  |                |
| 1994/95 | 1.SNL      | 10   | 30   | 13 | 4  | 13 | 49 | 43 | 30 | 1/16  | Degradatie     |
| 1995/96 | 2.SNL      | 1    | 29   | 20 | 7  | 2  | 62 | 20 | 67 | 1/4   |                |
| 1996/97 | 2.SNL      | 16   | 15   | 1  | 5  | 9  | 10 | 26 | 8  |       | Teruggetrokken |
| 1999/00 | 3.SNL      | 1    | 26   | 18 | 6  | 2  |    |    | 60 |       | Promotie       |
| 2000/01 | 2.SNL      | 7    | 29   | 11 | 7  | 11 | 50 | 40 | 10 |       |                |
| 2001/02 | 2.SNL      | 2    | 30   | 22 | 6  | 2  | 89 | 12 | 72 | 1/4   | Promotie       |
| 2002/03 | 1.SNL      | 10   | 31   | 9  | 6  | 16 | 41 | 66 | 30 | 1/8   | -3 punten      |
| 2003/04 | 1.SNL      | 7    | 32   | 12 | 6  | 14 | 38 | 53 | 42 | 1/2   |                |
| 2004/05 | 1.SNL      | 10   | 32   | 10 | 12 | 10 | 38 | 43 | 42 | 1/8   | Uitgesloten    |
| 2005/06 | 5de klasse | 2    | 17   | 15 | 0  | 2  | 66 | 10 | 45 |       |                |
| 2006/07 | 5de klasse | 2    | 16   | 13 | 1  | 2  | 60 | 21 | 40 |       | Promotie       |
| 2007/08 | 4de klasse | 4    | 26   | 15 | 3  | 8  | 47 | 29 | 48 |       |                |